# Deutsche Alpine Skimeisterschaften 2019
Die Deutschen Alpinen Skimeisterschaften 2019 fanden von 19. bis 24. März 2019 in Garmisch-Partenkirchen statt. Die Rennen waren zumeist international besetzt, um die Deutsche Meisterschaft fuhren jedoch nur die deutschen Teilnehmer.

## Herren

### Abfahrt
| Platz | Name              | Zeit        |
| ----- | ----------------- | ----------- |
| 01    | Josef Ferstl      | 0:58,61 min |
| 02    | Dominik Schwaiger | 0:58,80 min |
| 03    | Christopher Hörl  | 0:59,04 min |
| 04    | Christof Brandner | 0:59,20 min |
| 05    | Manuel Schmid     | 0:59,31 min |
| 06    | Klaus Brandner    | 0:59,46 min |
| 07    | Simon Jocher      | 0:59,62 min |
| 08    | Linus Straßer     | 0:59,66 min |
| 09    | Pawel Babicki     | 0:59,91 min |
| 010   | Bastian Meisen    | 1:00,07 min |

Datum: 20. März 2019

Ort: Garmisch

Start: 1690 m, Ziel: 1188 m

Höhendifferenz: 502 m

Tore: 24

### Super-G
| Platz | Name              | Zeit        |
| ----- | ----------------- | ----------- |
| 01    | Dominik Schwaiger | 1:05,47 min |
| 02    | Otmar Striedinger | 1:05,55 min |
| 03    | Klaus Brandner    | 1:05,85 min |
| 04    | Josef Ferstl      | 1:05,92 min |
| 05    | Bastian Meisen    | 1:06,20 min |
| 06    | Simon Jocher      | 1:06,24 min |
| 07    | Anton Tremmel     | 1:06,45 min |
|       | Linus Straßer     | 1:06,45 min |
| 09    | Ian Gut           | 1:06,79 min |
| 010   | Lukas Wasmeier    | 1:06,93 min |

Datum: 21. März 2019

Ort: Garmisch

Start: 1690 m, Ziel: 1190 m

Höhendifferenz: 500 m

Tore: 37

### Riesenslalom
| Platz | Name                | Zeit        |
| ----- | ------------------- | ----------- |
| 01    | Bastian Meisen      | 2:04,57 min |
| 02    | Alexander Schmid    | 2:04,83 min |
| 03    | Benedikt Staubitzer | 2:05,38 min |
|       | Jonas Stockinger    | 2:05,38 min |
| 05    | Anton Tremmel       | 2:05,41 min |
| 06    | Fritz Dopfer        | 2:05,48 min |
| 07    | Fabian Gratz        | 2:05,87 min |
| 08    | Ian Gut             | 2:06,25 min |
| 09    | Nikolaus Pföderl    | 2:06,34 min |
| 010   | Paul Sauter         | 2:06,41 min |

Datum: 23. März 2019

Ort: Garmisch

Start: 1490 m, Ziel: 1188 m

Höhendifferenz: 302 m

Tore 1. Lauf: 46, Tore 2. Lauf: 45

### Slalom
| Platz | Name               | Zeit        |
| ----- | ------------------ | ----------- |
| 01    | Dominik Stehle     | 1:35,99 min |
| 02    | Anton Tremmel      | 1:36,47 min |
| 03    | Linus Straßer      | 1:36,69 min |
| 04    | Fritz Dopfer       | 1:36,91 min |
| 05    | Nikolaus Pföderl   | 1:37,71 min |
| 06    | Adrian Meisen      | 1:37,86 min |
| 07    | Julian Rauchfuss   | 1:38,05 min |
| 08    | Fabian Himmelsbach | 1:38,22 min |
| 09    | Lukas Dick         | 1:39,44 min |
| 010   | Anton Grammel      | 1:39,99 min |

Datum: 24. März 2019

Ort: Partenkirchen

Piste: Gudiberg

Start: 950 m, Ziel: 760 m

Höhendifferenz: 190 m

Tore 1. Lauf: 55, Tore 2. Lauf: 56

### Kombination
| Platz | Name               | Zeit        |
| ----- | ------------------ | ----------- |
| 01    | Linus Straßer      | 1:50,87 min |
| 02    | Anton Tremmel      | 1:51,11 min |
| 03    | Lukas Wasmeier     | 1:51,28 min |
| 04    | Bastian Meisen     | 1:51,34 min |
| 05    | Fabian Himmelsbach | 1:51,84 min |
| 06    | Christof Brandner  | 1:51,94 min |
| 07    | Ian Gut            | 1:52,36 min |
| 08    | Georg Hegele       | 1:52,50 min |
| 09    | Nikolaus Pföderl   | 1:52,58 min |
| 010   | Linus Witte        | 1:53,03 min |

Datum: 21. März 2019

Ort: Garmisch-Partenkirchen

Start: 1690 m, Ziel: 1190 m (Abfahrt)

Höhendifferenz: 500 m

Tore Super-G: 37, Tore Slalom: 54

## Damen

### Abfahrt
| Platz | Name                       | Zeit        |
| ----- | -------------------------- | ----------- |
| 01    | Kira Weidle                | 1:01,42 min |
| 02    | Patrizia Dorsch            | 1:02,01 min |
| 03    | Ann Katrin Magg            | 1:02,07 min |
| 04    | Anna Schillinger           | 1:02,08 min |
| 05    | Sophia Eckstein            | 1:02,23 min |
| 06    | Marlene Schmotz            | 1:02,26 min |
| 07    | Nadine Kapfer              | 1:02,41 min |
| 08    | Carina Stuffer             | 1:02,51 min |
| 09    | Katrin Hirtl-Stanggaßinger | 1:02,62 min |
| 010   | Veronique Hronek           | 1:02,70 min |

Datum: 20. März 2019

Ort: Garmisch

Start: 1690 m, Ziel: 1188 m

Höhendifferenz: 502 m

Tore: 24

### Super-G
| Platz | Name               | Zeit        |
| ----- | ------------------ | ----------- |
| 01    | Nadine Fest        | 1:08,20 min |
| 02    | Patrizia Dorsch    | 1:08,68 min |
| 03    | Kira Weidle        | 1:08,74 min |
| 04    | Veronique Hronek   | 1:08,95 min |
| 05    | Karoline Pichler   | 1:09,07 min |
| 06    | Marlene Schmotz    | 1:09,23 min |
| 07    | Teresa Runggaldier | 1:09,28 min |
| 08    | Carolin Lippert    | 1:09,75 min |
| 09    | Andrea Filser      | 1:09,80 min |
| 010   | Laura Pirovano     | 1:10,05 min |

Datum: 21. März 2019

Ort: Garmisch

Start: 1690 m, Ziel: 1190 m

Höhendifferenz: 500 m

Tore: 37

### Riesenslalom
| Platz | Name              | Zeit        |
| ----- | ----------------- | ----------- |
| 01    | Nadine Fest       | 2:09,20 min |
| 02    | Veronique Hronek  | 2:09,57 min |
| 03    | Marlene Schmotz   | 2:10,13 min |
| 04    | Nora Brand        | 2:11,21 min |
|       | Alex Tilley       | 2:11,21 min |
| 06    | Martina Ostler    | 2:11,70 min |
| 07    | Martina Willibald | 2:12,01 min |
| 08    | Patrizia Dorsch   | 2:12,24 min |
| 09    | Andrea Filser     | 2:12,41 min |
| 010   | Kira Weidle       | 2:12,55 min |

Datum: 24. März 2019

Ort: Garmisch

Start: 1490 m, Ziel: 1188 m

Höhendifferenz: 302 m

Tore 1. Lauf: 45, Tore 2. Lauf: 44

### Slalom
| Platz | Name              | Zeit        |
| ----- | ----------------- | ----------- |
| 01    | Lena Dürr         | 1:42,84 min |
| 02    | Jessica Hilzinger | 1:43,24 min |
| 03    | Luisa Mangold     | 1:44,52 min |
| 04    | Martina Ostler    | 1:44,88 min |
| 05    | Franziska Berger  | 1:45,11 min |
| 06    | Anna Schillinger  | 1:46,06 min |
| 07    | Andrea Filser     | 1:46,47 min |
| 08    | Carolin Lippert   | 1:46,69 min |
| 09    | Nadine Kapfer     | 1:47,49 min |
| 010   | Paula Flamm       | 1:47,57 min |

Datum: 23. März 2019

Ort: Partenkirchen

Piste: Gudiberg

Start: 950 m, Ziel: 750 m

Höhendifferenz: 200 m

Tore 1. Lauf: 58, Tore 2. Lauf: 60

### Kombination
| Platz | Name              | Zeit        |
| ----- | ----------------- | ----------- |
| 01    | Patrizia Dorsch   | 1:56,12 min |
| 02    | Carolin Lippert   | 1:57,29 min |
| 03    | Kira Weidle       | 1:57,38 min |
| 04    | Jessica Hilzinger | 1:57,40 min |
| 05    | Lucy Margreiter   | 1:57,50 min |
| 06    | Martina Willibald | 1:57,56 min |
| 07    | Andrea Filser     | 1:57,75 min |
| 08    | Sophia Eckstein   | 1:57,77 min |
| 09    | Carina Stuffer    | 1:58,73 min |
| 010   | Paulina Schlosser | 1:58,98 min |

Datum: 21. März 2019

Ort: Garmisch-Partenkirchen

Start: 1690 m, Ziel: 1190 m (Abfahrt)

Höhendifferenz: 500 m

Tore Super-G: 37, Tore Slalom: 54